# 大西洋道路

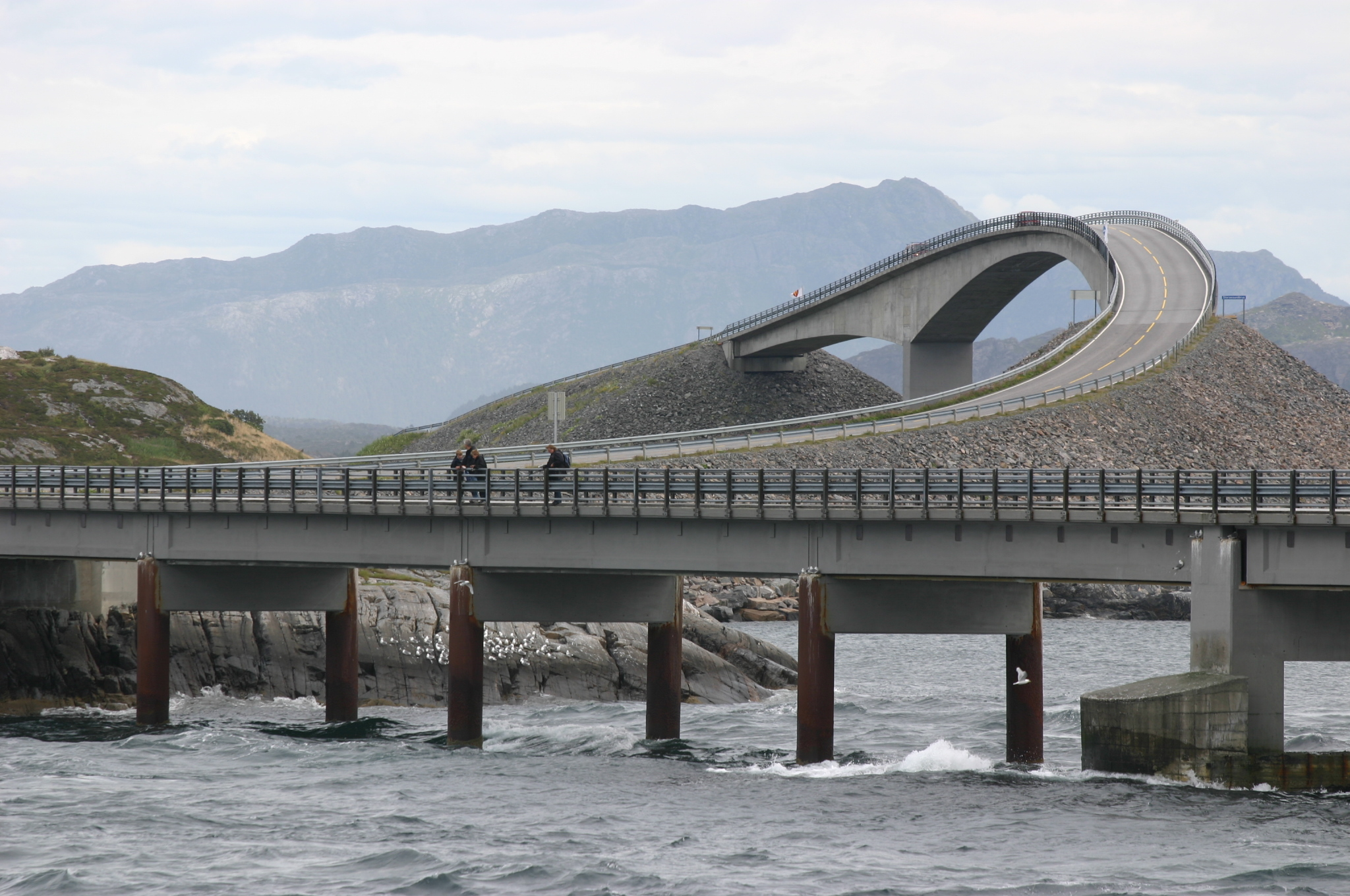
Storseisundbruaを背景にHulvågen bruerを見る

大西洋道路（たいせいようどうろ、ノルウェー語: Atlanterhavsveien、英語読みからアトランティック・オーシャン・ロードまたはアトランティック・ロードとも）は、ノルウェー・ムーレ・オ・ロムスダール県道64号のうち、アヴェロイ・エイデの島嶼群を通過する8.3キロメートルの区間である。ノルウェー海の外海部分であるヒュースタヴィカを経由し、アヴェロイ島コールヴォーと本土・ロムスダール半島ヴェヴァンを結ぶ。いくつかの小島・岩礁の上に建設され、複数の土手道・高架橋およびStorseisundbrua（ストルシャイスン橋）に代表される8つの橋梁により構成される。
本路線は20世紀初めに鉄道路線として提案されたものの破棄されていた。本格的な道路の計画は1970年代に始まり、1983年8月1日に着工、1989年7月7日に開通した。建設中には12ものヨーロッパの嵐が襲った。建設費は1億2200万クローネで、そのうち75%は公的助成金、25%は通行料で賄われた。通行料は15年間徴収する予定だったが、1999年7月までに償却し、料金所が廃止された。
本道路は文化遺産として保存され、ノルウェーの国定観光路線に指定されている。自動車コマーシャルの撮影場所として人気があり、世界最高のロードトリップと評されたほか、“世紀のノルウェー建設”のタイトルが贈られている。
2009年にアヴェロイとクリスティアンスンを結ぶ大西洋トンネルが開通したことで、トンネルとともにクリスティアンスンとモルデを繋ぐ第2の陸路を形成している。

## 概要

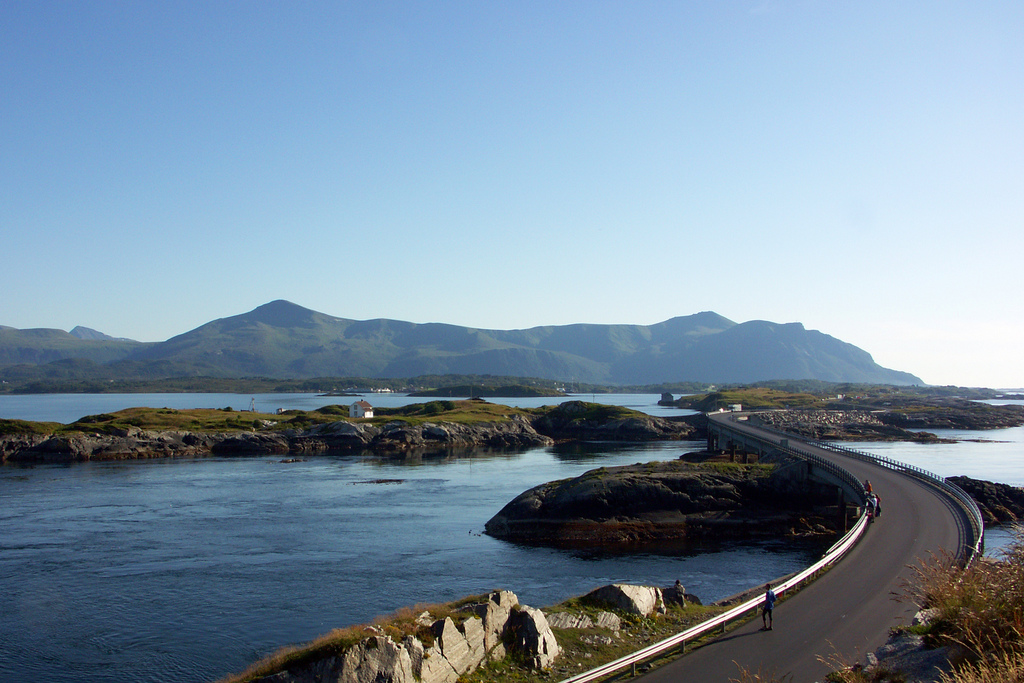
Hulvågen bruerから本土を見る

本道路は、県道64号のうちアヴェロイ島と本土・エイデを結ぶ8.274キロメートルの区間で、有人島を含む多島海を横断する。北はノルウェー海の外海ヒュースタヴィカに、南はラウヴォイフィヨルドに面する。幅員は6.5メートル、最大勾配は8パーセントである。8つの橋梁と4か所の休憩所・展望ポイントがあり、食事・釣り・スクーバダイビングリゾートを含め島にはいくつかの観光ポイントが生まれている。本道路に加えてヴェヴァンからブートゥまでの区間は、国定観光路線に指定されている。

## 歴史

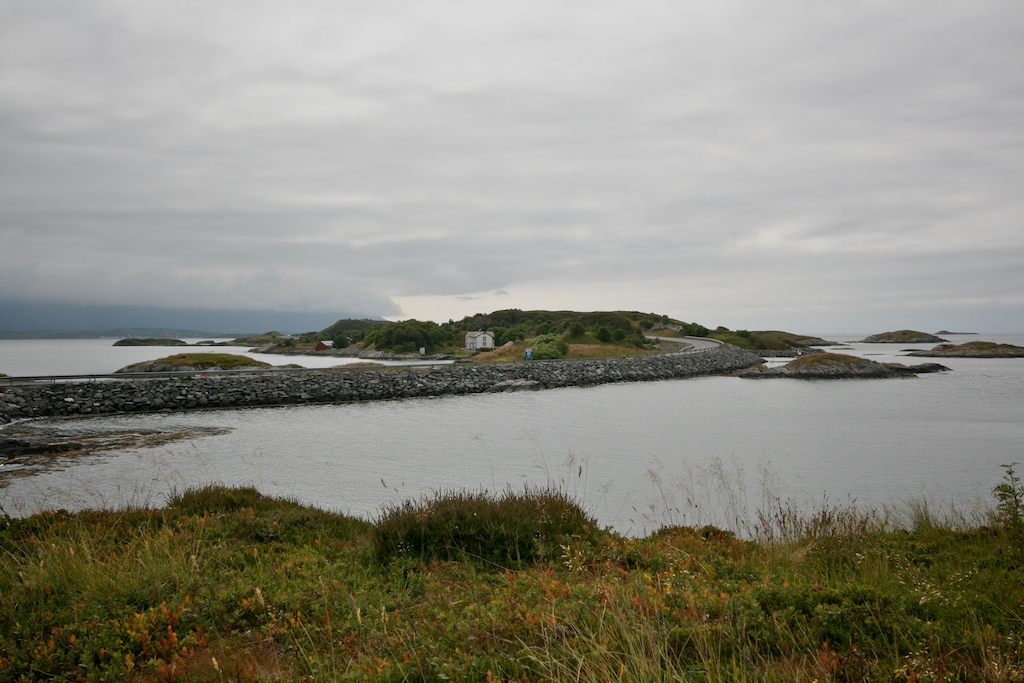
本道路の土手道

本路線の最初の提案は20世紀初めにされていた。ムーレ・オ・ロムスダール県を全国鉄道網へ接続するラウマ線の計画段階で沿岸の町まで延ばす提案がいくつかなされたが、1921年、県は鉄道路線を主要道路に沿って外方の経路にすることを決定した。ラウマ線はオンダルスネスから先は建設されることはなく、1935年にノルウェー議会はオンダルスネスからムーレ・オ・ロムスダール県の沿岸の町へは鉄道でなく道路で接続することを決定した。
鉄道の計画は潰えたものの地元はアヴェロイ島と本土を繋ぐ道路の実現に向けて働きかけ続け、1970年には有料道路会社・Atlanterhavsveien ASが設立された。1980年代前半の地方行政開発大臣・アルネ・レッテダルは、雇用創出のための財源を道路事業に割り振ることを提案し、アヴェロイ、エイダ、およびフラーナの各自治体に支持され、1983年に承認された。建設は自治体の道路事業として1983年8月1日に始まったが、工事は遅々として進まなかった。1986年7月1日からはノルウェー道路管理局が事業を引き継ぎ、迅速に工事が進められ、1989年7月7日の開通に至った。建設の期間中、この地域を12の暴風雨（en:European windstorm）が襲った。また、本道路の開通に伴い、アヴェロイ・テョーヴィク–エイデ・エルヤヴィク間のフェリーが廃止された。

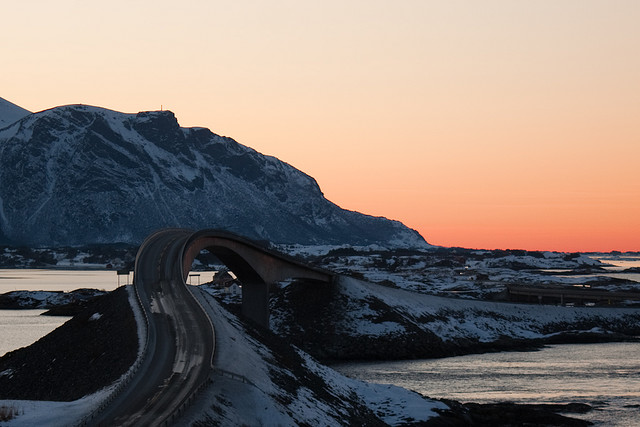
冬のStorseisundbrua

建設費は1億2200万クローネで、うち25%は通行料の徴収で返済する債務、25%は雇用創出の財源、残りの50%は通常の道路助成金で賄われた。規定された15年間に債務を償却できると思っていた地元住民はほとんどいなかったため、通行料の徴収に対してかなりの反対があったが、1999年7月までに償却し、料金所は廃止された。この早い償却は、想定を上回る地域交通と大量の観光客の往来によりもたらされた。
2009年は、本道路に5月から8月までの期間に258,654人の観光客が訪れ、ノルウェーの自然景観の中で9番目に観光客が多い観光名所になった。また、2005年にノルウェーの建設業界により“世紀のノルウェー建設”のタイトルが贈られている。2006年にはガーディアンが本道路を世界最高のロードトリップと表した上に、10を超えるメーカーがたびたび過酷な天候とともに道路を縫うテレビコマーシャルを制作するなど、自動車メーカーが広告を撮影する人気のある道路となっている。ノルウェー文化遺産局は本道路を2009年12月に文化遺産に指定した。
2009年12月19日にアヴェロイ・クリスティアンスン間の大西洋トンネルが開通し、合わせてクリスティアンスンとモルデを繋ぐ安定した連絡線となっている。この2都市を連絡する道路としては、1992年に開通したクリファストに続き2本目である。

## 地理

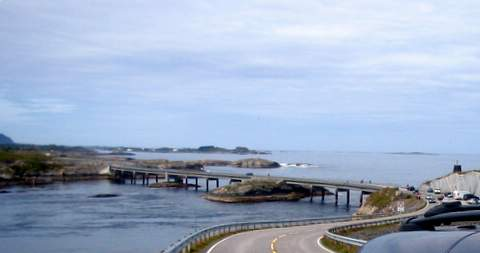
Hulvågen bruer（3連橋梁）

以下に、接続する主要道路と橋梁を示す。
| 接続路線名・橋梁名                              | 起点から (km) | 備考                                   | 島嶼名       | 所在地                     | 所在地     |
| ----------------------------------------------- | ------------- | -------------------------------------- | ------------ | -------------------------- | ---------- |
| 64 県道64号・ 247 県道247号                     | 0.000         | 起点                                   | Averøya      | ムーレ・オ・ロムスダール県 | アヴェロイ |
|                                                 | –             |                                        | Kuholmen     | ムーレ・オ・ロムスダール県 | アヴェロイ |
| Lille Lauvøysund bru リッレ・ラウヴォイスン橋   | –             | 全長115 m、桁下高さ07 m                |              | ムーレ・オ・ロムスダール県 | アヴェロイ |
|                                                 | –             |                                        | Lille Lauvøy | ムーレ・オ・ロムスダール県 | アヴェロイ |
| Store Lauvøysund bru ストーレ・ラウヴォイスン橋 | –             | 全長052 m、桁下高さ03 m                |              | ムーレ・オ・ロムスダール県 | アヴェロイ |
|                                                 | –             |                                        | Store Lauvøy | ムーレ・オ・ロムスダール県 | アヴェロイ |
| Geitøysundet bru ヤイトイスン橋                 | –             | 全長052 m、桁下高さ06 m                |              | ムーレ・オ・ロムスダール県 | アヴェロイ |
|                                                 | –             | 展望ポイント・駐車場あり               | Geitøya      | ムーレ・オ・ロムスダール県 | アヴェロイ |
|                                                 | –             |                                        | Eldhusøya    | ムーレ・オ・ロムスダール県 | アヴェロイ |
|                                                 | –             |                                        | Lyngholmen   | ムーレ・オ・ロムスダール県 | アヴェロイ |
|                                                 | –             | 休憩所・駐車場・展望ポイントあり       | Ildhusøya    | ムーレ・オ・ロムスダール県 | アヴェロイ |
| Storseisundbrua ストルシャイスン橋              | –             | 全長260 m、桁下高さ23 m カンチレバー橋 |              | ムーレ・オ・ロムスダール県 | アヴェロイ |
| Storseisundbrua ストルシャイスン橋              | –             | 全長260 m、桁下高さ23 m カンチレバー橋 | エイデ       | ムーレ・オ・ロムスダール県 |            |
|                                                 | –             | 展望ポイントあり                       | Flatskjæret  | ムーレ・オ・ロムスダール県 |            |
| Hulvågen bruer フルヴォーゲン橋                 | –             | 全長293 m、桁下高さ04 m 3連橋梁        |              | ムーレ・オ・ロムスダール県 |            |
|                                                 | –             | 休憩所あり                             | Skarvøya     | ムーレ・オ・ロムスダール県 |            |
|                                                 | –             | 休憩所あり                             | Strømsholmen | ムーレ・オ・ロムスダール県 |            |
| Vevangstraum bru ヴェヴァンストラウム橋         | –             | 全長119 m、桁下高さ10 m                |              | ムーレ・オ・ロムスダール県 |            |
| 64 県道64号・ 663 県道663号                     | 8.274         | 終点                                   | （本土）     | ムーレ・オ・ロムスダール県 |            |

### 脚註
1. 1 2  “Road Trips”. ガーディアン. (2006年4月1日).  オリジナルの2011年10月4日時点におけるアーカイブ。 2011年10月4日閲覧。
2. ↑  Nekstad & Pedersen 2006, p. 11.
3. ↑  Nekstad & Pedersen 2006, p. 71.
4. 1 2 3  “Facts about the Atlantic Road”.   Visit Molde. 2011年10月4日時点のオリジナルよりアーカイブ。2011年10月4日閲覧。
5. ↑  “Atlanterhavsveien”.  Innovasjon Norge. 2011年10月4日時点のオリジナルよりアーカイブ。2011年10月4日閲覧。
6. ↑  “Atlanterhavsveien”.  Statens vegvesen. 2011年10月4日時点のオリジナルよりアーカイブ。2011年10月4日閲覧。
7. 1 2 3  Nekstad & Pedersen 2006, p. 65.
8. ↑  Nekstad & Pedersen 2006, p. 30.
9. ↑  “Veibom rives fem år før tida” (Norwegian). Norsk Telegrambyrå. (1999年6月25日)
10. ↑  Skadberg, Åshild (2010年1月12日). “Her er Norges best besøkte attraksjoner” (Norwegian). ノルウェー放送協会.  オリジナルの2011年10月4日時点におけるアーカイブ。 2011年10月4日閲覧。
11. ↑  “Atlanterhavsveien århundrets byggverk” (Norwegian). ノルウェー放送協会. Norsk Telegrambyrå. (2005年9月27日).  オリジナルの2011年10月4日時点におけるアーカイブ。 2011年10月4日閲覧。
12. ↑  “Atlanterhavsveien - elsket av bilbransjen”.   Visit Kristiansund. 2011年10月4日時点のオリジナルよりアーカイブ。2011年10月4日閲覧。
13. ↑  “Disse 40 vegstrekningene er fredet”.  ノルウェー文化遺産局. 2011年10月4日時点のオリジナルよりアーカイブ。2011年10月4日閲覧。
14. ↑  “Om Atlanterhavsveien” (Norwegian).   Atlanterhavsveien AS. 2011年10月4日時点のオリジナルよりアーカイブ。2011年10月4日閲覧。
15. ↑  “Atlanterhavsveien”.   Atlanterhavsveien.info. 2011年10月4日時点のオリジナルよりアーカイブ。2011年10月4日閲覧。